# Interurban

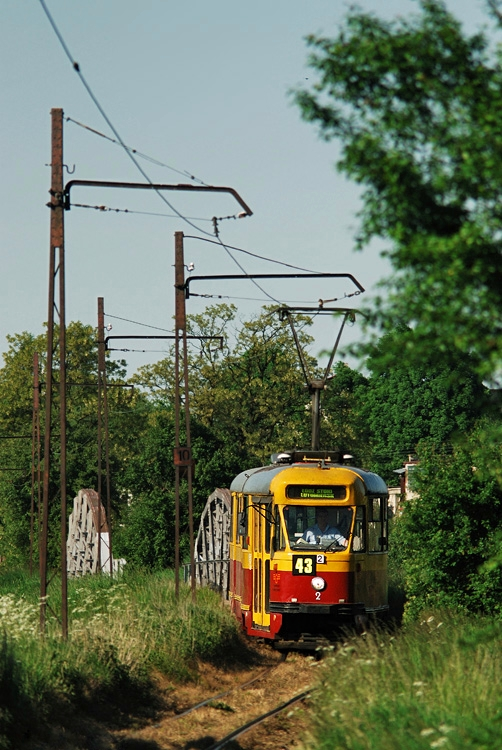
Tramwaj linii 43 w Lutomiersku (aglomeracja łódzka), po przejechaniu przez most nad Nerem (2008)

Interurban, tramwaj międzymiastowy – typ kolejki elektrycznej, do obsługi której wykorzystywane są wagony tramwajowe, jeżdżące w obrębie miast, a także między miastami. Były one rozpowszechnione w Stanach Zjednoczonych i w Kanadzie w latach 1900–1925, a również były stosowane (i ciągle są) na Kubie, w Europie i Azji. Były one używane do przewozu pasażerów między miastami i ich przedmieściami, a także na obszarach wiejskich.
Pojęcie interurban, czyli międzymiastowy używane jest na określenie przewoźnika, infrastruktury systemu transportowego oraz wagonów osobowych, które poruszają się po szynach. Systemy szybkiego tramwaju i tramwaju dwusystemowego są podobne do sieci interurban.
W Polsce międzymiastowe linie tramwajowe istnieją w sieci tramwajowej obejmującej miejscowości na Górnym Ślasku i Zagłębiu Dąbrowskim i w systemie tramwajowym w aglomeracji łódzkiej.

## Galeria zdjęć

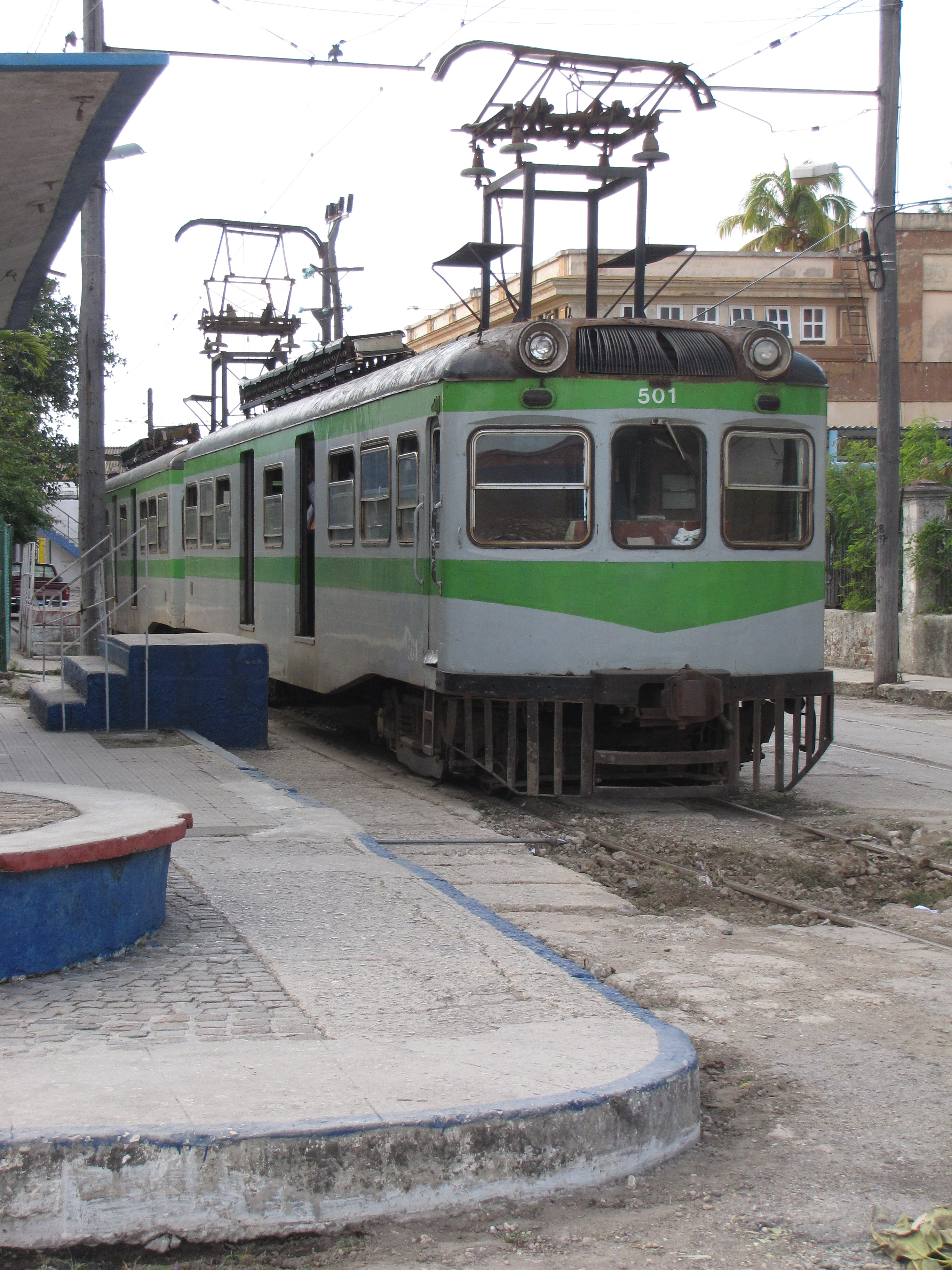
Pociąg stojący na stacji Havana Casablanca, obsługujący międzymiastową linię tramwajową łączącą Hawanę z Matanzas na Kubie, należącą do systemu kolei aglomeracyjnej Red del ferrocarril suburbano de La Habana.
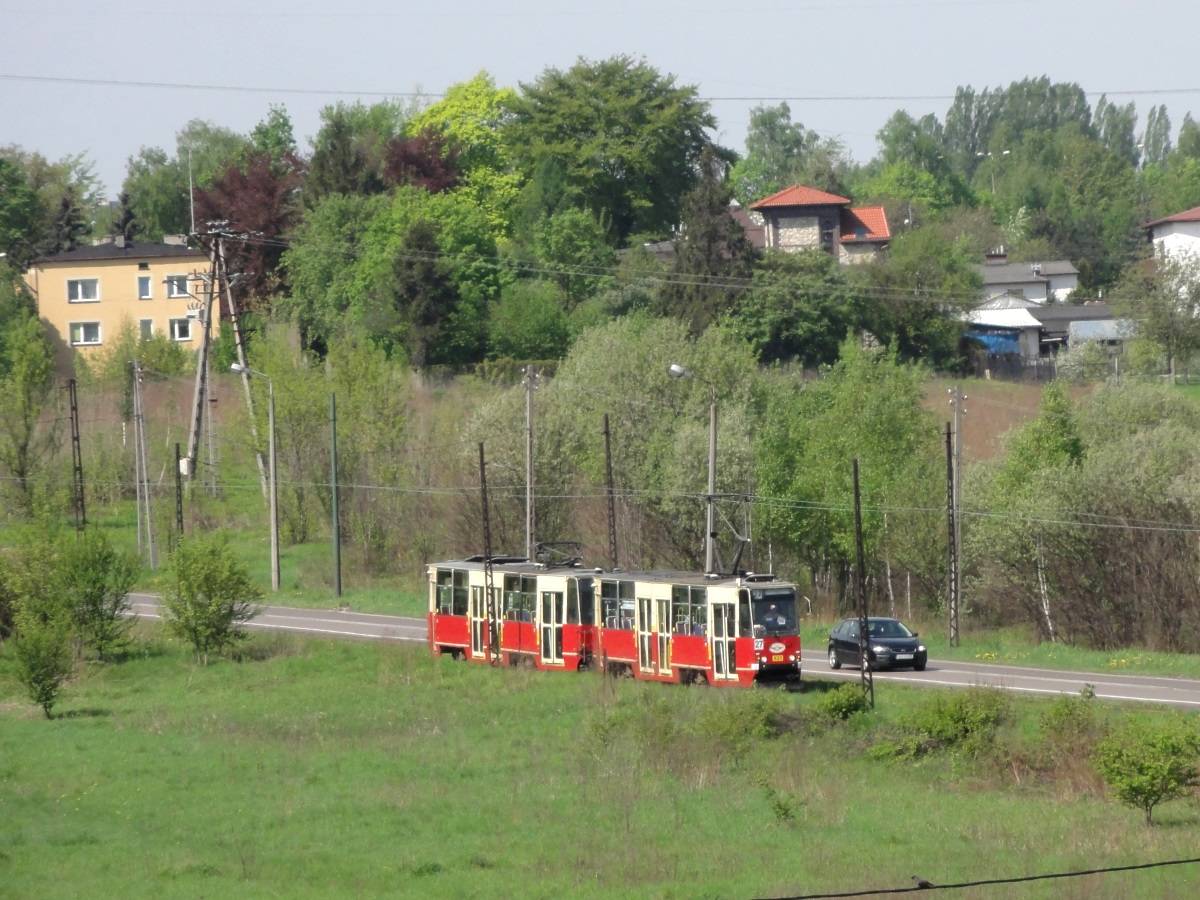
Tramwaj zmierzający na pętlę w Kazimierzu Górniczym (Sosnowiec).